# Cytisus heterochrous
Cytisus heterochrous là một loài thực vật có hoa trong họ Đậu. Loài này được Colmeiro miêu tả khoa học đầu tiên.